# Communes de la province de Terni
- Haut – A
- B
- C
- D
- E
- F
- G
- H
- I
- J
- K
- L
- M
- N
- O
- P
- Q
- R
- S
- T
- U
- V
- W
- X
- Y
- Z

## A
- Acquasparta
- Allerona
- Alviano
- Amelia
- Arrone
- Attigliano
- Avigliano Umbro

## B
- Baschi

## C
- Calvi dell'Umbria
- Castel Giorgio
- Castel Viscardo

## F
- Fabro
- Ferentillo
- Ficulle

## G
- Giove
- Guardea

## L
- Lugnano in Teverina

## M
- Montecastrilli
- Montecchio
- Montefranco
- Montegabbione
- Monteleone d'Orvieto

## N
- Narni

## O
- Orvieto
- Otricoli

## P
- Parrano
- Penna in Teverina
- Polino
- Porano

## S
- San Gemini
- San Venanzo
- Stroncone

## T
- Terni